# Peplos
Peplos eller peplon var et kvindeligt
rituelt klædningsstykke i den antikke gudstjeneste.
Stoffet var af fin kvalitet så det kunne falde
i rige og tætte folder over underdragten, der kunne være en chiton, og
det var overdådigt broderet på borterne.
Med den klædtes Pallas Athenes billedstøtte ved
panathenæernes fest, Panathenaia, og det samme var
tilfældet i Troja. Samme peplos tillagdes også Venus.
Senere blev peplos optaget som herskerattribut, peplos imperatorium,
og blev navnet for ethvert pragtklædebon.
I en enklere udførelse blev den til daglig brug båret af kvinder som overklædning.

## Galleri
- "Peplos Kore" på Akropolismuseet[1]
- Athene i en luksuriøs peplos
- 'Den kontemplative Athene' fra 400-tallet f.Kr.
- Rundvævet dragt, tolket som en peplos, fundet i Huldremosen nær Huldremosekvinden, men vist i øvrigt uden forbindelse